# Skorenovac
Skorenovac (srpski: Skorenovac ili Скореновац, mađarski: Székelykeve, njemački: Skorenowatz, banatskobugarski: Gjurgevo) je selo u općini Kovin, u Južnobanatskom okrugu autonomne pokrajine Vojvodine Republike Srbije. 

## Zemljopisni položaj
Zemljopisno, najbliži veći gradovi su Kovin (6 km), Pančevo (30 km) i Beograd (46 km). Selo se nalazi na 44° 45' 42,9" sjeverne zemljopisne širine i 20° 54' 20,72" istočne zemljopisne dužine.

## Povijest
Selo po imenu Đurđevo (mađ. Gyurgyova) je postojalo između 1869. i 1886. godine na lokaciji između Banatskog Brestovca i rijeke Dunav. Prvobitni stanovnici Đurđeva bili su mađarske (Paloc-mađ. Palóc) obitelji (u stvari Kumani, Polovci) koje su došle iz Banatskog Novog Sela (mađ. Újfalu), Jermenovaca (mađ. Ürményháza), Šandorfalve (mađ. Sándorfalva) te iz okoline Segedina (mađ. Szeged) i Banatskog Dušanovca (mađ. Szőlősudvarnok/nje. Rogendorf). U Đurđevu je 1869. godine bilo 396 stanovnika. Kasnije, 1883. godine, u Đurđevo se naseljava 645 obitelji (oko 2.000 duša) Sekelja. U tom periodu na Dunavu nije bilo nasipa pa je Dunav, izlijevajući se svake godine, nanosio velike štete selu i obradivom zemljištu, a većina ugroženog stanovništva preseljena je na lokaciju današnjeg Skorenovca, a manji dio u Ivanovo.
Skorenovac (tada prozvan imenom mađ. Székelykeve), osnovan je 1886. godine u vrijeme Austro-Ugarske monarhije i vladavine Franje Josipa.
Godine 1888. selo je imalo 506, a 1910. godine 685 kuća. Većina doseljenika bili su Sekelji koji su došli iz Bukovine. Istovremeno sa Sekeljima, u Skorenovac je došao i određeni broj njemačkih obitelji iz današnjeg Plandišta (mađ. Zicsifalva) i Pločice (mađ. Plosic) te obitelji banatskih Bugara iz mjesta Dudešti Veki (Dudestii-Vechi/Ó-Besenyő/Altbeschenowa/Stár Bišnov). Većina stanovnika (Mađari, Bugari i Nijemci) bila je rimokatoličke vjeroispovijedi. Krajem 1891. godine (kada je počela gradnja crkve) i početkom 1892. godine (kada je gradnja završena) počinje se s pisanjem crkvenih knjiga. Od 1869. pa do 1892. godine crkvene knjige su se nalazile u katoličkoj crkvi u Banatskom Brestovcu.

### Povijesni nazivi kraja i samog mjesta
Povijesni nazivi kraja:
- Skorenovec Tera - (Zkorenovetz Terra) (1412.)
- Skorenoc Pusta - (Zkorenocz Puszta)
- Vila Regalis - (Villa Regalis) (1428.)

Ime sela kroz povijest:
- Nađđerđfalva - (Nagygyörgyfalva) (1883. – 1886.)
- Skorenovac - (Skorenowatz) (naziv koji su koristili Nijemci u različitim razdobljima)
- Sekelj - (Székelykeve) (1886. – 1922.)
- Skorenovac - (Skorenovac) (od 1922.)

Sekeljkeve u prijevodu znači „selo Sekelja“.

## Broj stanovnika i demografski podatci

### Nacionalni sastav po popisima
| Godina | Broj stanovnika | MađariOvoje | NijemcisaSrps | BugarikeVik | Srbiipedije | SlovaciLale | "Jugoslaveni" |
| 1910.  | 4541            | 73,31%      | 11,94%        | 9,69%       | 1,26%       | 2,53%       | 0,00%         |
| 1921.  | 4195            | 81,83%      | 7,34%         | 10,27%      | 0,36%       | 0,05%       | 0,00%         |
| 1948.  | 4465            | 84,46%      | 0,70%         | 11,22%      | 3,18%       | 0,05%       | 0,00%         |
| 1991.  | 3213            | 80,36%      | 0,15%         | 2,53%       | 9,40%       | 0,03%       | 3,36%         |
| 2002.  | 2.501           | 86,71%      | 0,07%         | 2,99%       | 5,47%       | 0,00%       | 1,04%         |

Pored navedenih naroda u Skorenovcu još žive Albanci, Makedonci, Muslimani, Romi, Rumunji, Slovenci, Ukrajinci i Hrvati.

## Gradovi prijatelji
- Kunszentmiklós

## Vanjske poveznice
|  | Zajednički poslužitelj ima stranicu o temi Skorenovac    |
|  | Zajednički poslužitelj ima još gradiva o temi Skorenovac |

- Skorenovac na Wikimapi
- Skorenovac na mapi  Arhivirana inačica izvorne stranice od 23. studenoga 2007. (Wayback Machine)
- Skorenovački glasnik - Lokalni list na mađarskom jeziku  Arhivirana inačica izvorne stranice od 19. listopada 2007. (Wayback Machine)
- Riječ istine - lokalne vijesti  Arhivirana inačica izvorne stranice od 20. lipnja 2008. (Wayback Machine)
- Mađari u Transilvaniji  Arhivirana inačica izvorne stranice od 22. svibnja 2008. (Wayback Machine)